# Enzo Cursio
Enzo Cursio (Tramutola, 14 ottobre 1968) è un attivista e giornalista italiano.
È coordinatore della FAO Nobel Alliance for Food Security and Peace. È stato tra i co-fondatori del Permanent Secretariat of the World Summit of Nobel Peace Laureates, che ha rappresentato legalmente. Ha collaborato e collabora con personalità internazionali quali Mikhail Gorbachev, Muhammad Yunus, Tawakkul Karman, Jody Williams, Betty Williams.
È membro del board e socio fondatore di diverse istituzioni tra le quali, SocialnusinessItalia, Robert Francis Kennedy Foundation, International School of Sustainability and World Center of Compassion for Children International. È promotore e direttore del blog nobelforpeace.org che diffonde nel mondo e presso le maggiori istituzioni internazionali gli appelli e le campagne dei Premi Nobel per la Pace. Collabora con la Santa Sede in materia di Disarmo nucleare ed è uno dei testimoni internazionali della Campagna per I diritti del popolo Rohingya.
Anche se su alcune pagine web viene descritto come «candidato al Nobel per la pace 2018» si tratta di un'informazione falsa, perché i candidati al Nobel vengono rivelati dopo cinquant'anni.

## Carriera
Alla fine degli anni '80, Enzo Cursio è stato uno dei leader dei Giovani Socialisti. Nel 1994 co-fondò la Federazione Laburista, Movimento Socialista Liberale guidato da Valdo Spini.
Durante il governo di Carlo Azeglio Ciampi, Cursio ha ricoperto incarichi nei Ministeri dell’Ambiente, delle Aree Urbane e delle Politiche Comunitarie. Dal 1996 al 2000, Chamber of Deputies Durante il  secondo governo Prodi, Cursio ha ricoperto l’incarico di Capo Ufficio Stampa del Ministero delle Politiche Giovanili e le Attività Sportive. Nel 2008 ha Fondato Africa Must Unite, la organizzazione umanitaria guidata dalla leader ghanese Samia Nkrumah.
Enzo Cursio negli anni recenti è stato anche il Portavoce Nazionale del Movimento referendario fondato  Mario Segni, per la riforma della Legge Elettorale.

## Progetto: Città Della Pace
Nel 2009 ha lavorato alla costruzione della Città della Pace per i bambini, insieme all'attivista e Premio Nobel Betty Williams. La struttura serve ad ospitare i bambini bisognosi che provengano da paesi che non possano garantire i loro diritti fondamentali soprattutto a causa di guerre o disastri ambientali. Le sedi del progetto sono i comuni di Sant'Arcangelo e di Scanzano Jonico come luogo simbolo che lo stato italiano aveva scelto nel 2003 come destinazione unica nazionale di scorie nucleari.